# Train World

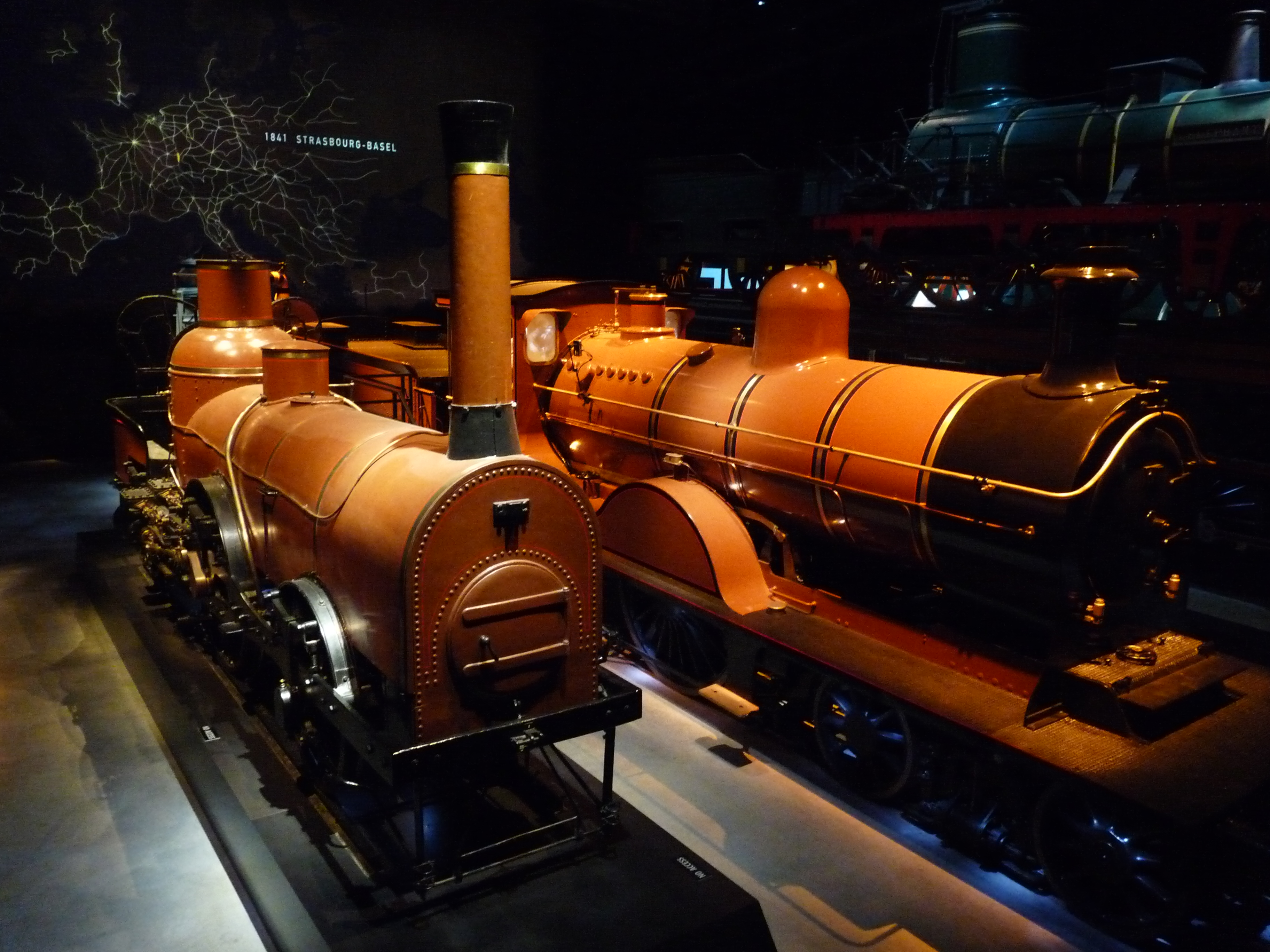
Belgische Dampflokomotiven in Train World

Train World ist das offizielle Eisenbahnmuseum der Nationalen Gesellschaft der Belgischen Eisenbahnen in Brüssel.

## Museum
Das Museum ist in den Gebäuden des Bahnhofs Schaarbeek untergebracht. Es wurde am 25. September 2015 eröffnet. Die Sammlung des früheren Eisenbahnmuseum Mechelen wurde in das neue Museum integriert.
Im über 8.000 m² großen Museum werden in einem  Ausstellungskonzept 22 Lokomotiven ausgestellt. Dabei spielen Geräusche, Musik, Gerüche und wechselnde Beleuchtung eine wesentliche Rolle. Es gibt insgesamt 1200 Ausstellungsobjekte, einschließlich einer originalen Eisenbahnbrücke aus dem 19. Jahrhundert. Eines der wichtigsten Ausstellungsstücke ist die Pays de Waes-Lokomotive aus dem Jahr 1845, die als eine der ältesten erhaltene Lokomotiven am europäischen Festland gilt.
Train World will den Besuchern nicht nur einen Einblick in die Vergangenheit Belgiens als Eisenbahnpionier auf dem europäischen Festland geben, sondern auch die heutige und die zukünftige Rolle der Eisenbahn beleuchten.

## Auszeichnungen

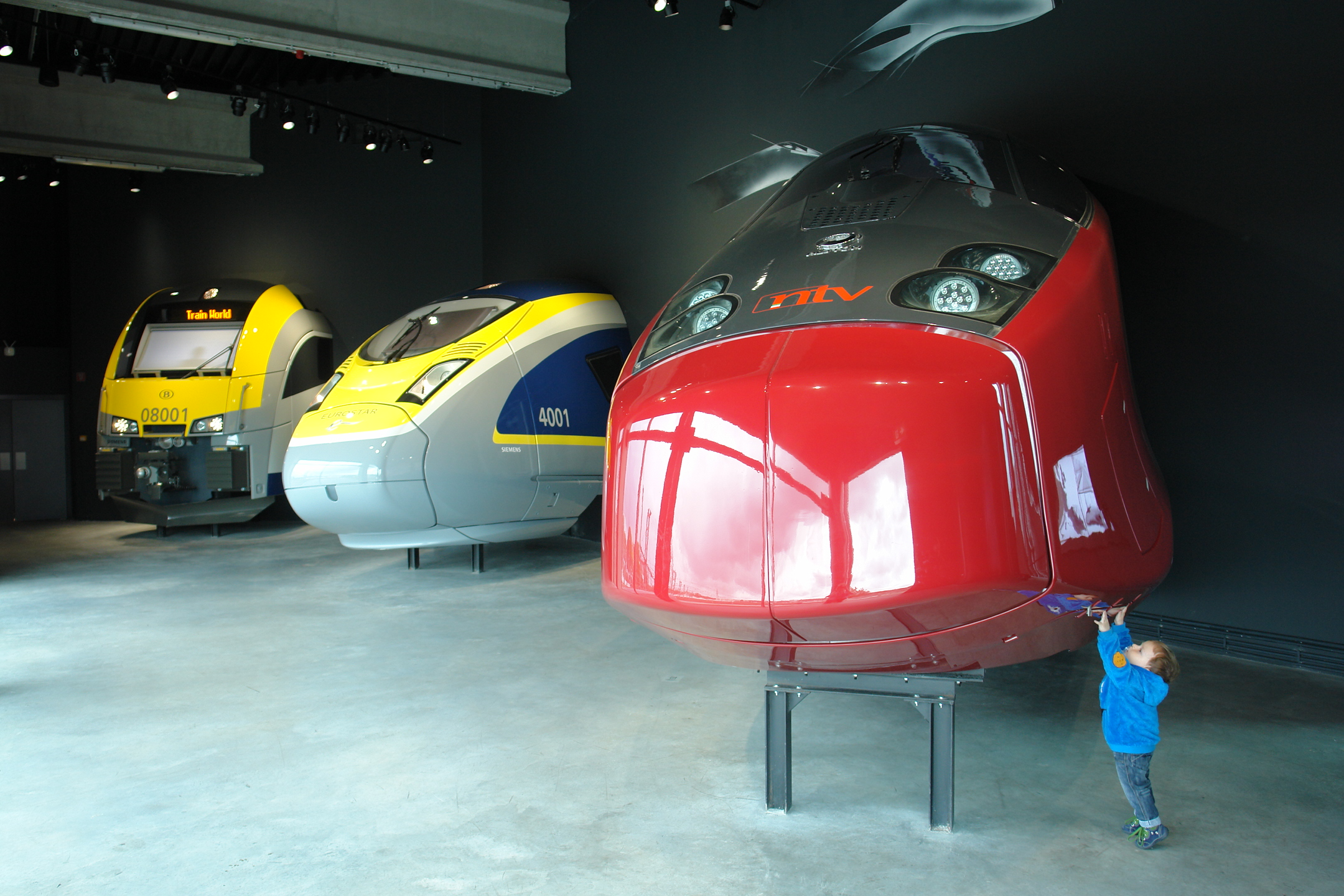
Die Ausstellungsstücke sprechen alle Altersgruppen an

Am 16. Februar 2016 erhielt Train World bei der Verleihung des European Railway Awards einen Scheck über 10.000 €, der für die
Erweiterung seines Bildungsangebots verwendet wird. Mit dieser Spende will Train World sein Bildungsangebot erweitern und neue Bildungsprojekte entwickeln. Da in den ersten 5 Monaten seit der Eröffnung bereits mehr als 100 Schulklassen Train World besuchten, will das Museum damit sein Bildungsangebot um ein Programm vervollständigen, das besonders für Kleinkinder und Schüler geeignet ist.